# رسانا (ایتالیا)
رسانا (به ایتالیایی: Resana) یک کومونه در ایتالیا است که در استان ترویزو واقع شده‌است.

## خصوصیات
رسانا ۲۵٫۰ کیلومترمربع مساحت و ۸٬۱۸۶ نفر جمعیت دارد.